# Уоллес, Гордон (футболист, 1943)
Джордж Гордон Уоллес (род. 20 июня 1943 года в Данди) — шотландский профессиональный футболист и тренер. Уоллес был рекордсменом по количеству голов в шотландской лиге (264) и был признан игроком года в Шотландии по версии ШАФЖ в сезоне 1967/68.

## Биография
Уоллес начал свою карьеру в 1961 году в команде «Монтроз». Он выступал за «Рэйт Роверс», «Данди» и «Данди Юнайтед». В составе «Данди» выиграл Кубок шотландской лиги 1973/74, в финале Уоллес забил единственный гол в ворота «Селтика». Он также отыграл два сезона в NASL за «Сиэтл Саундерс» в 1976 и 1978 годах.
Уоллес был рекордсменом Шотландии по голам в лиге (264), пока его результат не превзошёл Алли Маккойст. Он забил 30 голов в сезоне 1967/68 и был признан шотландской прессой футболистом года. Он стал первым лауреатом награды, который не играл ни за «Селтик», ни за «Рейнджерс». Несмотря на это достижение, Уоллес никогда не играл за сборную Шотландии. После окончания карьеры игрока он стал тренером, работал со своими бывшими клубами: «Рэйт Роверс», «Данди» и «Данди Юнайтед».
Уоллес также работал референтом на радиостанции Данди Radio Tay, а также консультантом в футбольном клубе «Данди».